# Phosphoramidate
Phosphoramidate sind eine Stoffgruppe der organischen Chemie. Es handelt sich um Derivate der Phosphorsäure, die mit zwei OR-Gruppen und einer NR2-Gruppe sowohl als Ester als auch als Amide aufzufassen sind. Verbindungen mit einer OR-Gruppe und zwei NR2-Gruppen werden als Phosphordiamidate bezeichnet.

## Vorkommen
Phosporamidat-Einheiten kommen in verschiedenen Naturstoffen vor, darunter Derivate von Aminosäuren und Nukleotid-ähnliche Verbindungen. In dem natürlichen Antibiotikum Microcin C7 ist eine Peptideinheit über ein Phosphoramidat an ein Nukleosid gebunden. Das in Fischrogen vorkommende Dinogunellin, das Phosmidosin aus Streptomyces durhameusis und das Agrocin 84 aus Agrobacterium radiobacter sind ebenfalls Derivate von Nukleosiden mit Phosphoramidat-Funktion. Phosphoramidon aus Streptomyces tanashiensis enthält eine Zuckereinheit, die über eine Phosphoramidat-Einheit an ein Dipeptid gebunden ist. Weitere natürlich vorkommende Phosphoramidate sind Phosphoarginin und Phosphokreatin.

## Herstellung
Frühe Synthesen von Phosphoramidaten gingen von Phosphorylchlorid aus. Wird dieses mit Phenol umgesetzt entstehen Chlordiphenylphosphat und Dichlorphenylphosphat. Die Reaktion von Chlordiphenylphosphat mit Ammoniak oder einem primären Amin ergibt ein Phosphoramidat. Aus Dichlorphenylphosphat werden Phosphordiamidate gebildet. Weitere frühe Methoden gingen von Phosphonsäureestern und Aminen in Gegenwart von Tetrachlormethan oder von Diphosphorsäureestern und Aminen aus. Triphenylphosphat kann mit Natriumanilid oder Natriumdiphenylamid (aus Anilin oder Diphenylamin mit Natriumhydrid) zu entsprechenden Phosphoramidaten umgesetzt werden. Heute werden Phosphoramidate beispielsweise über ein halogeniertes Intermediat unter Abspaltung eines Salzes oder durch oxidative Kreuzkupplung hergestellt. Verbreitet sind auch Synthesen mit Aziden als Quelle des Stickstoffs. Trialkylphosphite können außerdem bei 200 °C in Toluol unter Einwirkung von Mikrowellenstrahlung mit Nitrobenzol zu Phosphoramidaten umgesetzt werden, wobei das Amid-N durch Reduktion der Nitrogruppe entsteht.

### Abspaltung eines Salzes
Verschiedene Methoden zur Herstellung von Phosphoramidaten verlaufen über ein halogeniertes Intermediat in Gegenwart einer Base. Ein Beispiel ist eine Erweiterung der Atherton-Todd-Reaktion, bei der ein Dialkylphosphit zunächst in ein Dialkylchlorphosphat umgesetzt wird. Durch Zusatz eines Amins kann dieses dann in ein Phosphoramidat überführt werden.
Diethylhydrogenphosphat und diverse Amine wurden mithilfe von Tris(dimethylamino)dibromphosphoran in Phosphoramidate überführt, welches aus Tris(dimethylamino)phosphin und Brom zugänglich ist. Das Brom wird durch Zusatz von Triethylamin als Triethylammoniumbromid ausgefällt. Da zusätzlich noch Hexamethylphosphorsäuretriamid anfällt ist die Atomökonomie der Methode schlecht. Andere verwandte Methoden verwenden eine wässrige anorganische Base und einen Phasentransferkatalysator. Ein Beispiel ist die Umsetzung von Dialkylphosphaten mit Aminen durch Natronlauge mit Tetrachlormethan oder Tetrabrommethan sowie Benzyltriethylammoniumchlorid als Phasentransferkatalysator. Ein anderes Beispiel ist die Reaktion von Dialkylphosphaten mit N-Phenylformamid oder N-Phenylchloracetamid mit Natronlauge, Tetrachlormethan sowie Benzyltriethylammoniumbromid als Phasentransferkatalysator.

### Oxidative Kreuzkupplung
Dialkylphosphite können durch Oxidation mit Trichlorisocyanursäure in Gegenwart von Aminen in Phosphoramidate überführt werden. Solche Reaktionen wurden beispielsweise mit Anilin, N-Methylanilin, 1-Naphthylamin, 3-Nitroanilin und Benzylamin durchgeführt. Eine alternative Methode ist die Umsetzung eines Dialkylphosphats mit einem Amin in Gegenwart von Triphenylphosphin und eines Chlorieriungsmittels wie Trichloracetonitril oder Tetrachlormethan. Ersteres wurde beispielsweise mit Allylamin, Diethylamin, Cyclohexylamin, Piperidin, Morpholin und Anilin umgesetzt, letzteres beispielsweise mit Methylamin, Diethylamin, Hexylamin und Anilin. Auch Methoden ausgehend von Dialkylphosphiten oder Trialkylphosphiten mit Iod sind bekannt, wobei Wasserstoffperoxid oder Luftsauerstoff als Oxidationsmittel dient. Daneben eignen sich auch noch andere Methoden, unter anderem mittels Kupferkatalyse, beispielsweise mit Kupfer(II)-chlorid, Kupfer(II)-acetat und Kupfer(II)-triflat.

### Aus Aziden
Phosphoramidate können auch ausgehend von Phosphorylaziden hergestellt werden, die zunächst in ein Nitren überführt werden. Während bei den meisten Synthesemethoden für Phosphoramidate eine P-N-Bindung ausgebildet wird, ist diese in diesem Fall schon vorhanden und es werden stattdessen Substituenten an der neu gebildeten Amideinheit eingeführt. Die Azide können je nach Bedingungen beispielsweise mit Aromaten oder Aldehyden umgesetzt werden, als Katalysator dienen beispielsweise Iridium oder Ruthenium. Alternativ können Phosphite mit organischen Aziden umgesetzt werden, die in situ aus Natriumazid und einem Organylhalogenid wie 1-Brompropan oder Allylbromid hergestellt wird. Möglich ist auch eine Abwandlung der Staudinger-Reaktion. Dabei wird ein organisches Azid wie Benzylzid, Phenylazid, Cyclohexylazid, Decylazid oder Ethyl-2-azidoacetat mit einem Phosphit zu einem Imidophosphat und dann mit Bortrifluorid-Etherat zu einem Phosphoramidat umgesetzt.

## Verwendung
Phosphoramidate werden als Pharmazeutika, Pestizide und in anderen Bereichen eingesetzt. Phosphoramidat-Pestizide sind Cruformat, Fenamiphos und Fosthietan. Bestimmte Phosphoramidate werden Schmiermitteln zugesetzt, da sie einen reibungsverhindernden Schutzfilm bilden können. Daneben eignen sich Phosphoramidate auch als Flammschutzmittel, wobei sie unter dem Gesichtspunkt der Umweltauswirkungen deutliche Vorteile gegenüber den vielgenutzten halogenierten Verbindungen haben. Ein Phosphoramidat-Pharmazeutikum ist Remdesivir. Phosphoramidate sind in der Wirkstoffforschung unter anderem deshalb interessant, da in saurer Umgebung selektiv die P-N-Bindung hydrolysiert wird, was zur gezielten Freisetzung von Wirkstoffen verwendet werden kann.